# Скрихов у Малшици
Скрихов у Малшици (чеш. Skrýchov u Malšic) је насељено мјесто са административним статусом сеоске општине (чеш. obec) у округу Табор, у Јужночешком крају, Чешка Република.

## Становништво
Према подацима о броју становника из 2014. године насеље је имало 132 становника.